# Odus fragilis
Odus fragilis är en tvåvingeart som beskrevs av Pavel Lehr 1986. Odus fragilis ingår i släktet Odus och familjen rovflugor.
Artens utbredningsområde är Uzbekistan. Inga underarter finns listade i Catalogue of Life.